# Rødding (Viborg)
Rødding is een plaats in de Deense regio Midden-Jutland, gemeente Viborg. De plaats telt 772 inwoners (2008).
Rødding wordt doorsneden door de 437 (Ribevej) die loopt van Ribe tot Jels.